# Olympische Sommerspiele 2004/Softball
Bei den XXVIII. Olympischen Spielen 2004 in Athen wurde ein Wettbewerb im Softball ausgetragen. Austragungsort war das Elliniko Olympic Softball Centre.

## Medaillengewinnerinnen
| Platz | Land               | Spielerinnen |
| ----- | ------------------ | --- |
| 1     | Vereinigte Staaten | Leah Amico, Laura Berg, Crystl Bustos, Lisa Fernandez, Jennie Finch, Tairia Flowers, Amanda Freed, Lori Harrigan, Lovieanne Jung, Kelly Kretschman, Jessica Mendoza, Stacy Nuveman, Catherine Osterman, Jenny Topping, Natasha Watley       |
| 2     | Australien         | Sandy Allen-Lewis, Marissa Carpadios, Fiona Crawford, Amanda Doman, Peta Edebone, Tanya Harding, Natalie Hodgskin, Simmone Morrow, Tracey Mosley, Stacey Porter, Melanie Roche, Natalie Titcume, Natalie Ward, Brooke Wilkins, Kerry Wyborn |
| 3     | Japan              | Emi Inui, Kazue Itō, Masumi Mishina, Emi Naito, Haruka Saito, Hiroko Sakai, Naoko Sakamoto, Rie Satō, Yuki Satō, Juri Takayama, Yukiko Ueno, Reika Utsugi, Eri Yamada, Noriko Yamaji                                                        |

## Vorrundenspiele
| Japan – Australien        |  | 2:4  |
| USA – Italien             |  | 7:0  |
| Kanada – Taiwan           |  | 2:0  |
| China – Griechenland      |  | 5:0  |
| Japan – Taiwan            |  | 6:0  |
| China – Italien           |  | 5:7  |
| USA – Australien          |  | 10:0 |
| Griechenland – Kanada     |  | 2:0  |
| Kanada – China            |  | 2:4  |
| Japan – USA               |  | 0:3  |
| Griechenland – Italien    |  | 2:1  |
| Australien – Taiwan       |  | 1:0  |
| USA – China               |  | 4:0  |
| Japan – Kanada            |  | 0:1  |
| Griechenland – Taiwan     |  | 0:2  |
| Italien – Australien      |  | 0:8  |
| Taiwan – Italien          |  | 1:0  |
| China – Australien        |  | 0:5  |
| USA – Kanada              |  | 7:0  |
| Griechenland – Japan      |  | 0:6  |
| China – Taiwan            |  | 1:0  |
| USA – Griechenland        |  | 7:0  |
| Japan – Italien           |  | 1:0  |
| Kanada – Australien       |  | 0:1  |
| Kanada – Italien          |  | 1:0  |
| USA – Taiwan              |  | 3:0  |
| Australien – Griechenland |  | 3:2  |
| Japan – China             |  | 2:0  |

## Finalspiele
Die Finalspiele wurden im Page-Playoff-System ausgetragen.
| Erstes Halbfinale (first semi-final)   |  | Japan – China      |  | 1:0 |
| Zweites Halbfinale (second semi-final) |  | Australien – USA   |  | 0:5 |
| Spiel um Bronze (final)                |  | Australien – Japan |  | 3:0 |
| Finale (grand final)                   |  | Australien – USA   |  | 1:5 |